# Diocese da Hispânia
A Diocese da Hispânia (em latim: Diocesis Hispaniarum, Diocese das Espanhas) foi uma diocese subordinada à prefeitura pretoriana da Gália no período final do Império Romano criada durante a reforma de Diocleciano no final do século IV.

## História
A Diocese da Hispânia foi criada sob o reinado do imperador Diocleciano, quando este realizou uma grande reorganização administrativa do território do Império Romano cujo objetivo era dividir as províncias imperiais, inclusive a Hispânia Citerior, a Hispânia Ulterior e a Mauritânia, em outras menores e atribuí-las aos diferentes césares e augustos da Tetrarquia.
A diocese desapareceu em 409, quando vândalos, suevos e alanos invadiram a Península Ibérica.

## Organização administrativa
A Diocese da Hispânia foi constituída modificando-se a organização provincial herdada da época de Augusto. Assim, as províncias alto-imperiais da Hispânia, Lusitânia e da Bética mantiveram os seus limites, enquanto que a Tarraconense foi dividida em três províncias de menor dimensão, a Galécia, a Cartaginense e a Tarraconense. Da  Tarraconense foi separada as Baleares em meados do século IV. Por razões logísticas, juntou-se a elas a Mauritânia Tingitana.
A divisão ficou assim:
- Tarraconense (Tarraconensis)
- Galécia (Gallaecia)
- Cartaginense (Carthaginensis)
- Bética (Baetica)
- Lusitânia (Lusitania)
- Mauritânia Tingitana (Tingitana)
- Baleares (Baleares insulae ou Balearica).

Os praesides ou governadores destas províncias hispânicas foram supervisionados pelo vigário imperial da diocese.
A capital da diocese estabeleceu-se na capital da Lusitânia, a Colonia Emerita Augusta, o que significava uma mudança radical na política imperial, pois, desde época de Augusto, a província mais importante da Hispânia era Tarraconense.
O vicarius Hispaniae tinha à sua disposição um corpo administrativo (officium) formado por vários tipos de burocratas, com um cornicularius à frente e agentes secretos, que informavam diretamente ao imperador, além de diversos tipos de burocratas.